# 北美負鼠
北美負鼠（Didelphis virginiana）是棲息在北美洲格蘭德河以北唯一的有袋類動物。牠是獨行及夜間活動的動物，約有家貓的大小。牠們分佈在中美洲及北美洲，由巴拿馬至加拿大都有牠們的蹤跡，但似乎仍在向北擴展。牠們的祖先在南美洲開始演化，並在300萬年前藉南北美洲生物大遷徙而進入北美洲。

## 命名
北美負鼠是負鼠的一種，其英文名字"opossum"來自阿爾岡昆諸語言。

## 描述

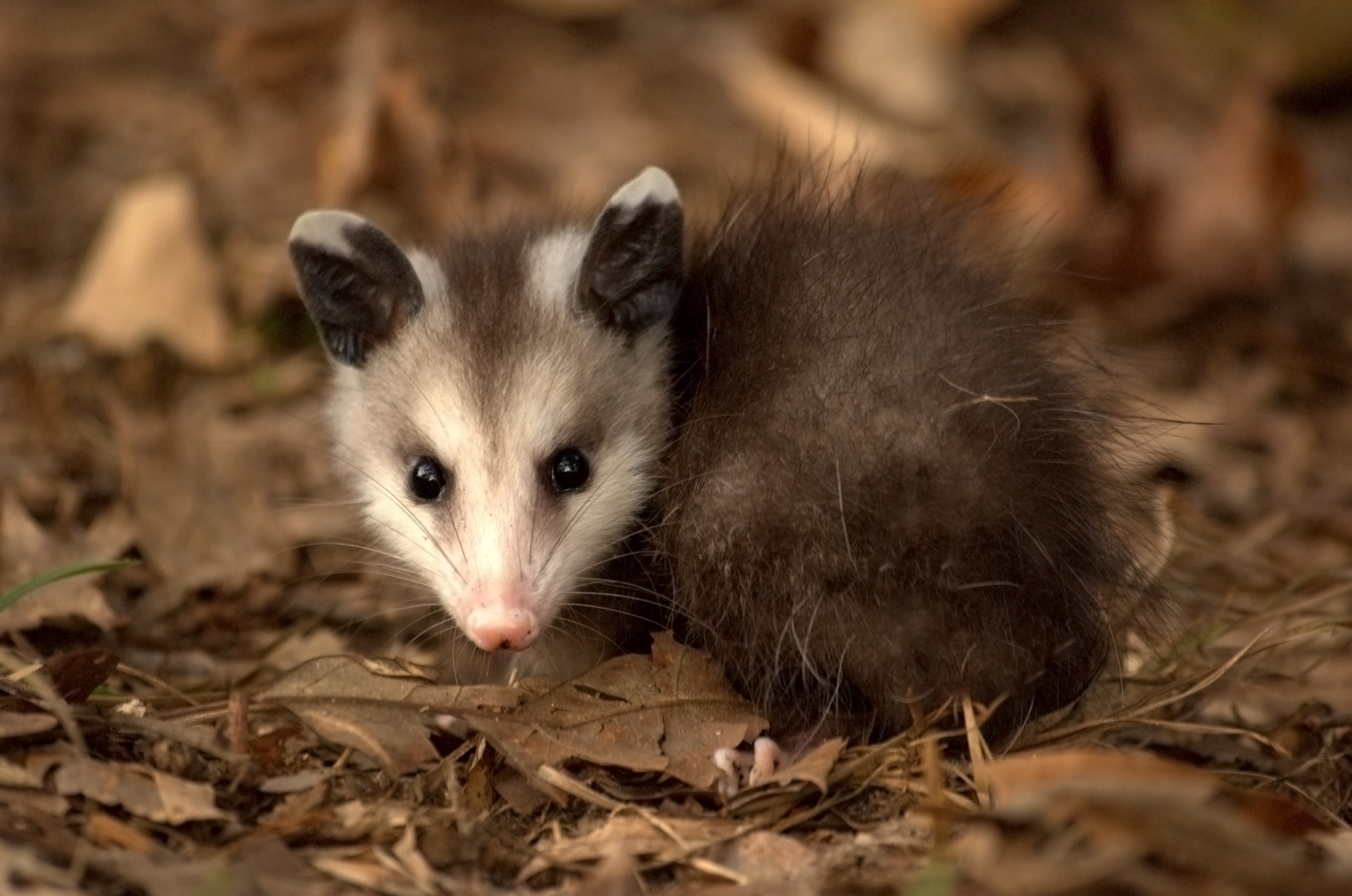

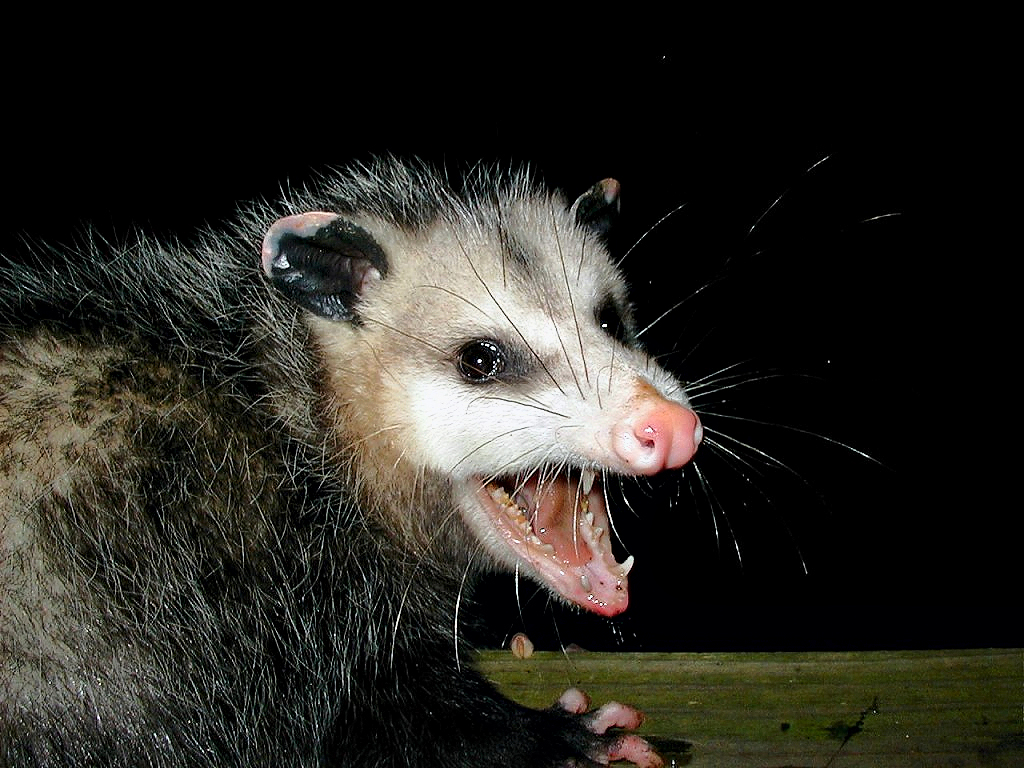
北美負鼠的外表很兇惡，其實並非如此。

北美負鼠是負鼠屬中最大的成員，且是負鼠目最大的。牠們一般長38-51厘米，重4-6公斤。牠們的毛皮呈深灰褐色，面部的毛呈白色。北美負鼠的尾巴很長，沒有毛，能抓著樹枝及細小的物件。牠們的耳朵沒有毛，鼻長而扁。北美負鼠有50顆牙齒，後肢的拇趾沒有爪及可與其餘四趾相反。
北美負鼠有13個乳頭，其中12個圍成一個圓形及1個在中間。

### 行進
北美負鼠的腳印可見有5趾。後肢腳印由於拇趾的關係而很特別，一般拇趾印都與其餘四趾成90°或甚至180°。成年北美負鼠的前肢腳印可以達到4.8×5.1厘米，而後肢則達6.4×5.7厘米。北美負鼠除了後肢拇趾外，所有的腳趾都有爪，有時可以在腳印上看到爪的痕跡。在軟的地上，如泥濘中，甚至可以見到腳墊。
北美負鼠在一側的前後肢會同時行進，緊接著是另一側的前後肢。故此牠行走時左前肢與右後肢（或相反）的足跡會在一起。但是，如果北美負鼠不是行走，而是奔跑的話，則會是另一種模式。其他有相似步調的動物有浣熊、熊、臭鼬、獾、土撥鼠、豪豬及河狸。北美負鼠每步約有18-25厘米。

### 行為

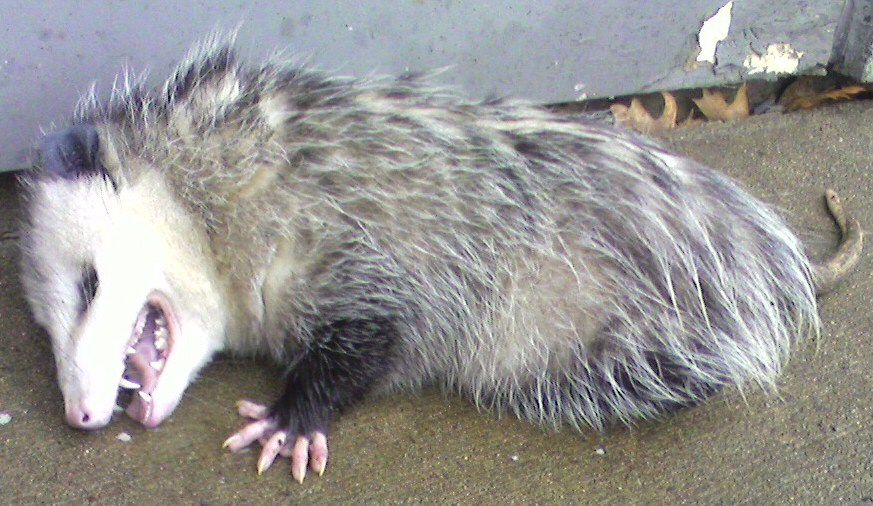
裝死

北美負鼠最特別的是在面對危害時會裝死。北美負鼠的裝死反應是不隨意的，在極度驚慌之下就有啟動。但這並不表示牠們是溫順的，在面對嚴重的危害時，牠們會極度的反抗，包括哮叫及張牙舞爪。在有足夠的刺激下，北美負鼠會接近昏睡達4小時。牠昏睡時會躺在一邊，口及眼睛張開，舌頭伸出，從肛門排出綠色的液體，發出腐臭的氣味來驅逐掠食者。這種裝死的行為不單可以避免被掠食者捕食，亦可以令其他動物以為牠們不會危害其子女。
北美負鼠是雜食性的，吃不同類別的植物及動物。牠們亦被蓄養來互相打鬥，但在野外的並不普遍。受傷與健康的北美負鼠不宜同時放在同一個籠子裡，牠們之間有可能會互相打鬥。

### 壽命
北美負鼠像其他的有袋類般，其壽命很短。野生北美負鼠最長的只可活2年。若活在島嶼上而沒有掠食者的環境，則可活多50%。縱然是蓄養的，北美負鼠也只可以活4年。

## 與人類關係
北美負鼠像浣熊般出沒在城市中，牠們會吃寵物食物、腐爛的果實及人類垃圾。雖然很多人將北美負鼠誤以為是大家鼠，牠們其實與齧齒目沒有關係。由於牠們的體溫較低，不但不會傳播疾病，更對狂犬病有抗病性。

## 外部連結
- Opossum Society of the United States （页面存档备份，存于）